# Waggon Union/BBC GT8-EP
GT8-EP – seria czterech przegubowych wagonów tramwajowych, wyprodukowanych w 1975 r. w zakładach Waggon Union (WU) dla systemu kolei miejskiej w Karlsruhe. W fabryce oznaczono je numerami 18696-18699, natomiast miejscowy przewoźnik Albtal-Verkehrs-Gesellschaft (AVG) nadał in numery 22-25. Wyposażenie elektryczne dla wagonów dostarczyła firma BBC.
24 podobne wagony (w tym 8 dwuczłonowych i sześcioosiowych) zostały dostarczone przez WU w latach 1976–1991 w trzech seriach do miasta Darmstadt. Tramwaje oznaczono jako ST10, ST11 oraz ST12; od wagonów AVG odróżniały się one kilkoma detalami. Największą różnicą między wagonami z Karlsruhe i Darmstadt było zamontowanie w tych drugich wyposażenia elektrycznego firmy AEG.

## Historia
Zwiększenie liczby eksploatowanych wagonów stało się konieczne, gdyż otwarto nowy odcinek torów Langensteinbach–Ittersbach linii kolei miejskiej A w  1975 roku.

### Eksploatacja na torach kolei miejskiej
W stosunku do poprzedników tramwaje GT8-EP otrzymały nowoczesny, kanciasty wygląd pudła. Pod względem technicznym były jednak kompatybilne ze starszymi wagonami. Przedsiębiorstwo AVG nadało wagonom takie samo oznaczenie jak fabryka, mianowicie GT8-EP (achtachsiger Gelenktriebwagen mit elektropneumatischer Steuerung, pol. ośmioosiowy, przegubowy wagon silnikowy z elektropneumatycznym rozrządem stycznikowym). Dzięki takiemu wyposażeniu elektrycznemu możliwe jest łączenie wagonów w składy również ze starszymi wagonami Düwag GT8-EP.
Wraz z wprowadzeniem do ruchu tramwajów typu GT8-EP zmieniony został schemat malowania; wagony otrzymały malowanie żółto-jasnozielone. To sprawiło, że tramwaje tego typu otrzymały przezwisko salaterka (niem. Salatschüssel). Inną nazwą potoczną tych wagonów silnikowych była wanna kąpielowa (niem. Badewanne). Drugie przezwisko pochodzi od charakterystycznych, wbudowanych w ramy okienne podłokietników, przypominających podkładkę pod mydło w starych wannach.
Cztery wagony silnikowe otrzymały w 1982 r. nowe numery taborowe  w miejsce dotychczasowych: od 122 do 125. Do 1987 r. eksploatowane były na trzech trasach: obydwu Albtalbahnu oraz od 1979 r. również na trasie Hardtbahnu. W późniejszym czasie zostały wycofane ze służby liniowej i zastąpione przez wagony typu GT6-80C oraz GT8-80C.

### Eksploatacja na torach tramwajowych

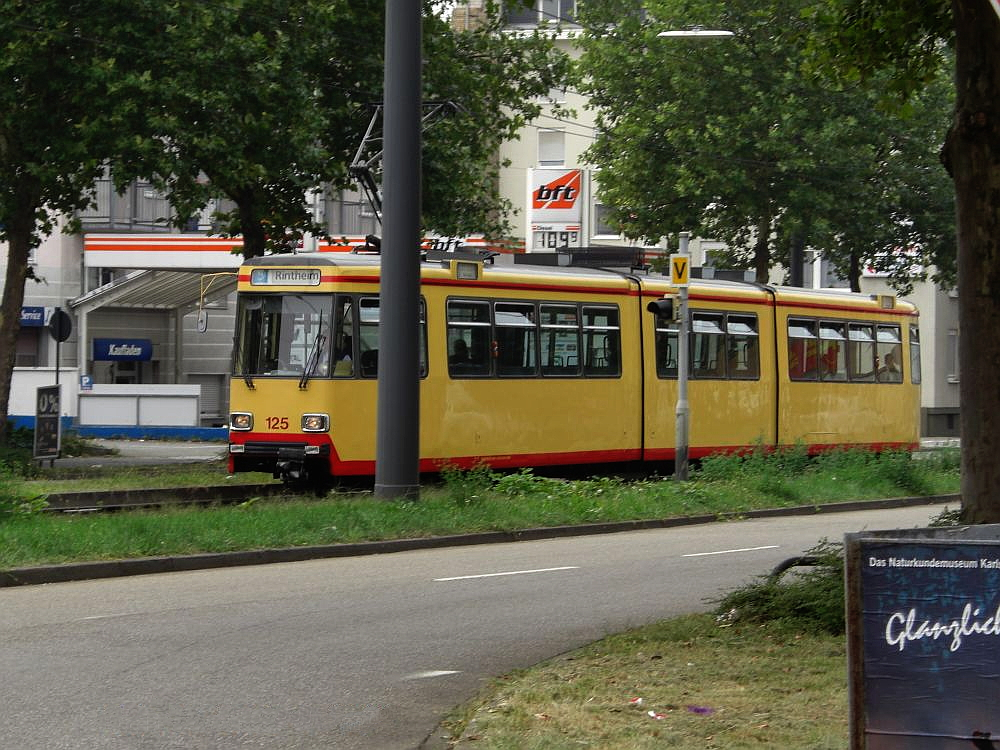
Wygląd bezdrzwiowej strony pudła

Od 1987 r. wagony, przemalowane w nowe barwy, rozpoczęły kursowanie na torach sieci tramwajowej w Karlsruhe. Tramwaje pozostały jednak na stanie AVG i w dalszym ciągu możliwa była ich eksploatacja na torach Albtalbahnu i Hardtbahnu. Do końca eksploatacji o pierwotnym przeznaczeniu wagonów przypominały tapicerowane siedzenia, podwójne rzędy siedzeń i niewielka liczba miejsc stojących, brak drzwi w środkowym członie oraz zlokalizowane po lewej stronie wnętrza półki na bagaż.
W trakcie ich eksploatacji przez VBK wagony pojawiały się m.in. na linii S2, 1, 5 i 8, a także na trzech specjalnych liniach tramwajowych 16, 17 i 18. Dzięki rozkładanym schodom możliwa była ich eksploatacja praktycznie na całej sieci tramwajowej VBK.
Wagony nr 122 i 123 odstawiono w 2003 r. z powodu braku zapotrzebowania na ich dalszą eksploatację i przeznaczono na źródło części zamiennych dla pozostałych wagonów; latem 2012 r. zostały zezłomowane. Pozostałe dwa tramwaje zostały zmodernizowane i otrzymały w roku 2001 względnie 2003 w miejsce rozrządu stycznikowego nowoczesny rozrząd chopperowy. Oprócz tego zamontowano system dynamicznej informacji pasażerskiej, automat biletowy; siedzenia otrzymały nową tapicerkę. Zmodernizowane w ten sposób wagony o numerach 124 oraz 125 otrzymały nowe oznaczenie: GT8-70C. W ww. oznaczeniu liczba 70 odnosi się do prędkości maksymalnej, natomiast litera C do zamontowanego w wagonach sterowania chopperowego.
Dwa ostatnie wagony o numerach 124 i 125 kursowały jeszcze do 2014 r., wspólnie z klasycznymi wagonami tramwajowymi typu GT8-D, głównie na linii nr 5. W późniejszym czasie wagon nr 125 został odstawiony, natomiast wóz nr 124 kursował do 2015 r. na tymczasowej linii 5E. Następnie służył jeszcze jako szkolny tramwaj; ostatni kurs został wykonany 30 czerwca 2016 r.